# Jagnjilo (Mladenovac)
Jagnjilo (em cirílico: Јагњило) é uma vila da Sérvia localizada no município de Mladenovac, pertencente ao distrito de Belgrado, nas regiões de Šumadija e Kosmaj. Possuía uma população de 2279 habitantes segundo o censo de 2002.

## Demografia
| 1948  | 1953  | 1961  | 1971  | 1981  | 1991  | 2002  |
| ----- | ----- | ----- | ----- | ----- | ----- | ----- |
| 2 694 | 2 785 | 2 756 | 2 513 | 2 576 | 2 553 | 2 279 |